# (2915) Moskvina
(2915) Moskvina es un asteroide perteneciente al cinturón de asteroides, descubierto el 22 de agosto de 1977 por Nikolái Stepánovich Chernyj desde el Observatorio Astrofísico de Crimea (República de Crimea).

## Designación y nombre
Designado provisionalmente como 1977 QY2. Fue nombrado Moskvina en honor a la doctora rusa Valentina Nikolajevna Moskvina.